# Plagiopus ithyphyllus
Plagiopus ithyphyllus là một loài rêu trong họ Bartramiaceae. Loài này được Brid. Guim. mô tả khoa học đầu tiên năm 1919.